# Claude-Charles Cartigny

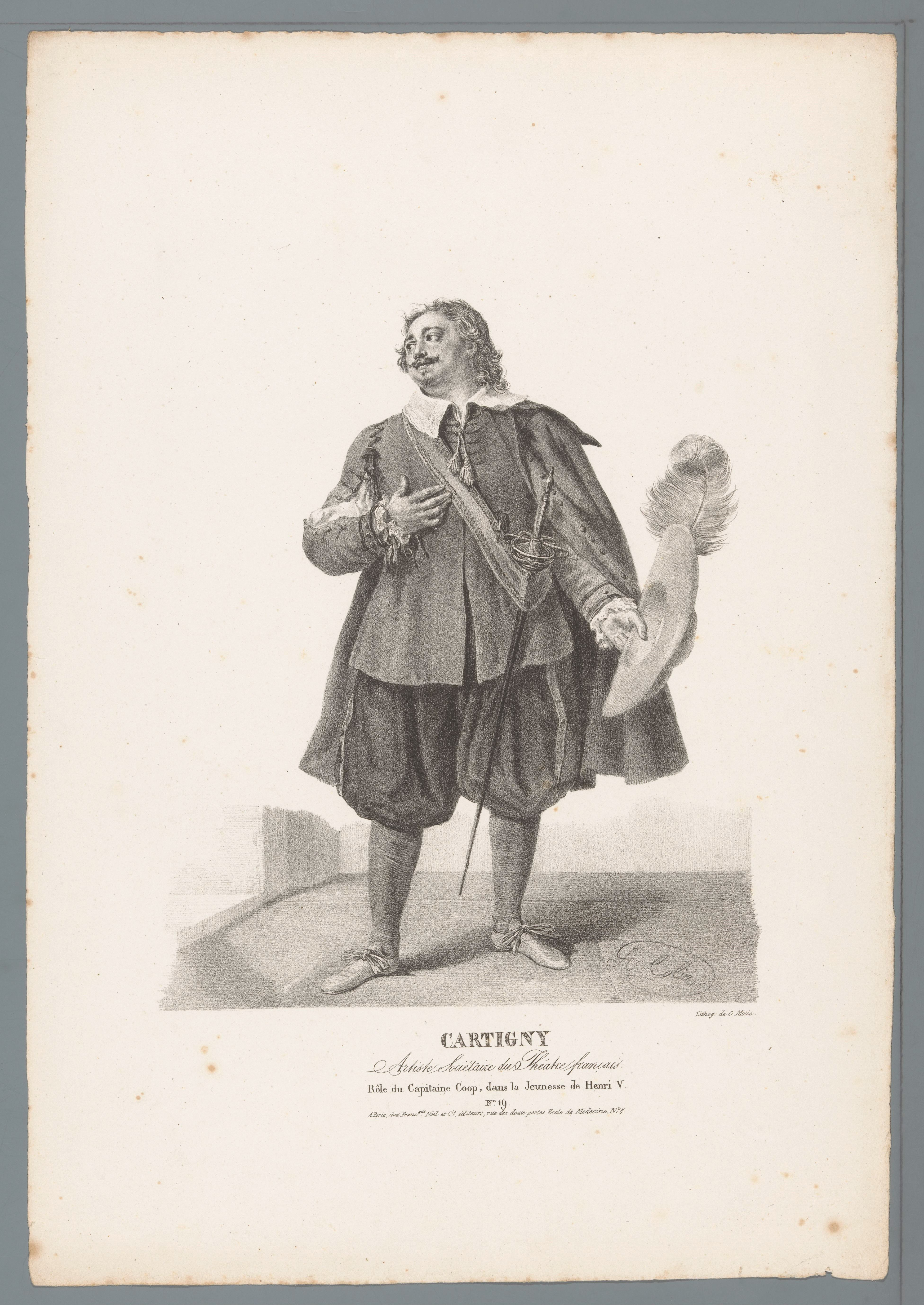
Cartigny in der Rolle des Capitaine Coop in La jeunesse de Henry V.

Claude-Charles Cartigny (* 6. Oktober 1782 in Dieppe; † 1. Juni 1852 in Paris) war ein französischer Schauspieler.

## Leben
Er stammte aus einfachen Verhältnissen, sein Vater, der kurz vor seiner Geburt ermordet wurde, war Zimmermann. Mit zwölf Jahren verlor er auch seine Mutter. Auf sich selbst gestellt, schlug er sich in einigen Berufen durch, zunächst als einfacher Arbeiter, dann als Maurer, Handelsvertreter und auch Schornsteinfeger, bis er von 1801 bis 1802 in Rouen ein Engagement als Komödiant bekam.
Diese ersten schauspielerischen Schritte wurden durch seinen Militärdienst unterbrochen, wo er es bis zum Lieutenant der leichten Kavallerie brachte. Im Jahr 1809 war er in Kassel stationiert, wo er der Garde Jérôme Bonapartes, des damaligen Königs von Westphalen, angehörte. Im Krieg gegen Spanien war er Führer eines Detachements, bis er im Jahr 1810 aus dem Armeedienst ausschied.
In Paris angekommen, nahm er Schauspielunterricht bei einem Schauspieler der Comédie-Française, der ihm auch ein erstes Engagement dort vermittelte. Cartigny debütierte im Jahr 1811 als Hector in Regnards Komödie Le Joueur. Er erhielt bereits beim Eintritt in die Comédie, auf Anweisung von Charles de Rémusat, ein festes Engagement, wurde aber erst im Jahr 1814 in die Société de la Comédie-Française aufgenommen. Seine Karriere dauerte bis 1831 an und obwohl er schon lange im Ruhestand war, wurde die zu diesem Anlass übliche Abschiedsvorstellung, dessen Erlös ihm zukam, erst im Jahr 1840 gegeben.
Cartigny blieb nicht untätig. Er ging erst nach Brüssel und von dort aus nach Antwerpen, wo er jeweils Theaterdirektor wurde. Schließlich überquerte er den Ärmelkanal und leitete in London das Französische Theater. Die Revolutionen 1848/1849 machte auch vor England nicht halt und die wirtschaftliche Unsicherheit machte seinem Haus so sehr zu schaffen, dass er verarmt nach Paris zurückkehrte, wo er schließlich verstarb.
Obwohl er keine Schuldbildung genossen hatte, war Cartigny gebildet, er sprach fließend Englisch, Deutsch, Italienisch und Spanisch und galt als heller Kopf mit schneller Auffassungsgabe. Er war auch für seine Warmherzigkeit bekannt.